# مصطفى الخميني
السيد مصطفى الخميني (12 ديسمبر 1930 م - 23 أكتوبر 1977 م) عالم دين شيعي إيراني وابن الزعيم روح الله الموسوي الخميني. توفّي قبل الثورة الإسلامية.

## النشأة والتعليم
ولد الخميني في قم في 12 ديسمبر 1930. كان الابن الأكبر لآية الله الخميني وخديجة ثقفي، ابنة رجل الدين الحاج ميرزا طهراني. تخرج من حوزة قم العلمية.

## أنشطة
شارك مصطفى الخميني في حركة والده.تم اعتقاله وسجنه بعد أحداث 1963 وأيضًا بعد نفي والده. في 3 يناير 1965، انضم إلى والده في بورصة، تركيا، حيث كان في المنفى. ثم عاش مع عائلته في النجف، العراق. أصبح هو وشقيقه أحمد جزءًا من حركة الخميني السرية في النجف. كما تضمنت المجموعة محمد حسين بهشتي ومرتضى مطهري.

## مؤلفاته
1. تحريرات في الأصول.
2. مستند تحرير الوسيلة.
3. تعليقات على الحكمة المتعالية.
4. دروس الأعلام ونقدها.
5. تفسير القرآن الكريم.

## وفاته
توفّي مصطفى الخميني في النجف في 23 أكتوبر 1977. دفن في النجف داخل ضريح الإمام علي.
وقد اعتبر كل من أتباع آية الله الخميني والشعب الإيراني أن وفاته مشبوهة بسبب الإعلان عنها أثناء احتجازه لدى الشرطة وتفيد تقارير مختلفة بأن عملاء سافاك كانوا متواجدين في مكان الحادث.وبالتالي، نسبت وفاته إلى شرطة الشاه السرية، سافاك. ووصف والده روح الله الخميني في وقت لاحق وفاة مصطفى بأنها «استشهاد» وواحد من «الحسنات الخفية» من الله لأنه زاد من السخط المتزايد مع الشاه الذي أدى في النهاية إلى الثورة الإيرانية بعد أكثر من سنة بقليل من وفاة مصطفى.